# Thiên Nga, Hà Trì
Thiên Nga (tiếng Tráng: Dienhngoz Yen, chữ Hán giản thể: 天峨县, bính âm: Tiān'é Xiàn, âm Hán Việt: Thiên Nga huyện) là một huyện thuộc địa cấp thị Hà Trì, khu tự trị dân tộc Choang Quảng Tây, Cộng hòa Nhân dân Trung Hoa. Huyện Thiên Nga nằm ở phía bắc của Quế lâm. có diện tích 3696 km², dân số năm 2002 là 140.000 người. Về mặt hành chính, huyện Thiên Nga được chia thành 2 trấn, 6 hương và 1 hương dân tộc. 
- Trấn: Lục Bài, Hướng Dương.
- Hương: Hạ Lão, Pha Kết, Tam Bảo, Ba Mộ, Nạp Trực, Canh Tân.
- Hương dân tộc Dao Bát Lạp.